# Simvastatin
Simvastatin je uz atorvastatin najpropisivaniji statin a vjerojatno i najpoznatiji, sinonim za statine.

## Djelovanje
Dobiva se polusinteski, iz fermentacijskog produkta plijesni Aspergillus terreus. Kao i lovastatin i on je prolijek - sam simvastatin je inaktivni lakton, hidrolizira se nakon oralne primjene u odgovarajući hidroksikiselinski oblik. To je glavni metabolit i inhibitor 3-hidroksi-3-metilglutaril-koenzim A (HMG-CoA) reduktaze, enzima koji katalizira rani i najsporiji stadij u biosintezi kolesterola, pretvorbu HMG-CoA u mevalonat. Budući da je pretvorba HMG-CoA u mevalonat rani stupanj u biosintezi kolesterola, ne očekuje se da terapija simvastatinom dovede do nakupljanja mogućih toksičnih sterola. Osim toga, HMG-CoA se odmah metabolizira natrag u acetil-CoA, koji sudjeluje u mnogim procesima biosinteze u tijelu. Simvastatin snižava koncentraciju ukupnog kolesterola u plazmi, koncentracije lipoproteina niske gustoće ([LDL]), triglicerida i lipoproteina vrlo niske gustoće (VLDL). Osim toga, simvastatin povećava koncentraciju lipoproteine visoke gustoće (HDL) kod bolesnika s obiteljskim i neobiteljskim oblikom hiperkolesterolemije i kod bolesnika s miješanom hiperlipidemijom, a dijeta nije donijela rezultate. Značajan učinak postiže se za 2 tjedna liječenja, a maksimalni terapijski učinak za 4 do 6 tjedana. Nakon prestanka liječenja simvastatinom vrijednosti kolesterola i lipida vraćaju se na vrijednosti od prije početka liječenja. Djelotvorne dnevne doze jesu 20 ili 40 mg.

## Indikacije
Istraživanja su pokazala da simvastatin snižava ukupnu smrtnost u bolesnika s koronarnom bolesti srca, rizik od fatalnih i nefatalnih cerebrovaskularnih događaja (moždani udar i prolazni ishemički napad). Simvastatin usporava napredovanje ateroskleroze.
Stoga se simvastatin koriste i za primarnu prevenciju ateroskleroze snižavanjem povišenog ukupnog i LDL kolesterola, apolipoproteina B, triglicerida i povećavem HDL kolesterol u bolesnika s hiperlipoproteinemija tipa IIa, IIb i III, IV. Također, koristi se i za sekundarnu preveciju infarkta srca, u pacijenata s već razvijenom aterosklerozom i anginom pectoris za prevenciju novog srčanog infarkta ili/i moždanog udara.

## Mogući neželjeni učinci
Trudnice ne smiju koristiti simvastatin zbog toga što je kolesterol ključan za razvoj i rast embrija i fetusa. Upotreba simvastatina u trudnica može rezultirati poremećajima ploda. Također, ne smije se koristiti niti u slučajevima aktivne bolesti jetre ili nerazjašnjenih, trajno povišenih vrijednosti serumskih transaminaza. Simvastatin i drugi inhibitori HMG-CoA reduktaze mogu ponekad izazvati miopatiju koja se očituje kao mišićna bol ili slabost povezana s očitim porastom kreatin kinaze (CK) (više od 10 puta od gornje granice normale). Bolesnike koji počinju liječenje simvastatinom treba upozoriti na rizik od miopatije i uputiti ih da odmah prijave nerazjašnjene bolove, slabost ili osjetljivost u mišićima. Moguće nuspojave jesu bol u trbuhu, opstipacija i nadutost, opća slabost i glavobolja.
|  | Molimo pročitajte upozorenje o korištenju medicinskih informacija. Ne provodite liječenje bez savjetovanja s liječnikom! |